# Euanisia mesacarrioni
Euanisia mesacarrioni là một loài ruồi trong họ Tachinidae.